# Освајачи олимпијских медаља у атлетици — 400 метара препоне за жене
Освајачице олимпијских медаља у атлетици у дисциплини 400 метара са препонама за жене приказане су у следећој табели. Резултати су приказани у секундама.
| Дисциплина                  |                                    | Резултат    |                                         | Резултат |                                       | Резултат |
| Лос Анђелес 1984. детаљи    | Навал Ел Мутавакел · Мароко        | 54,61 ОР    | Џуди Браун · Сједињене Државе           | 55,20    | Кристеана Кожокару · Румунија         | 55,41    |
| Сеул 1988. детаљи           | Деби Флинтоф-Кинг · Аустралија     | 53,17 ОР    | Татјана Ледовскаја · Совјетски Савез    | 53,18    | Елен Фидлер · Источна Немачка         | 53,63    |
| Барселона 1992. детаљи      | Сали Ганел · Уједињено Краљевство  | 53,23       | Сандра Фармер-Патрик · Сједињене Државе | 53,69    | Џанин Викерс · Сједињене Државе       | 54,31    |
| Атланта 1996. детаљи        | Дион Хемингс · Јамајка             | 52,82 ОР    | Ким Батен · Сједињене Државе            | 53,08    | Тоња Бјуфорд-Бејли · Сједињене Државе | 53,22    |
| Сиднеј 2000. детаљи         | Ирина Привалова · Совјетски Савез  | 53,02       | Дион Хемингс · Јамајка                  | 53,45    | Нежа Бидуане · Мароко                 | 53,57    |
| Атина 2004. детаљи          | Фани Халкија · Грчка               | 52,82       | Јонела Тирља-Манолаке · Румунија        | 53,38    | Татјана Терешчук-Антипова · Украјина  | 53,44    |
| Пекинг 2008. детаљи         | Мелејн Вокер · Јамајка             | 52,64 ОР    | Шина Тоста · Сједињене Државе           | 53,70    | Таша Денверс · Уједињено Краљевство   | 53,84    |
| Лондон 2012. детаљи         | Лашинда Демуш · Сједињене Државе   | 52,77       | Зузана Хејнова · Чешка                  | 53,38    | Кализ Спенсер · Јамајка               | 53,66    |
| Рио де Жанеиро 2016. детаљи | Далила Мухамед · Сједињене Државе  | 53,13       | Сара Петерсен · Данска                  | 53,55    | Ешли Спенсер · Сједињене Државе       | 53,72    |
| Токио 2020. детаљи          | Сидни Меклохлин · Сједињене Државе | 51,46 СР ОР | Далила Мухамед · Сједињене Државе       | 51,58    | Фемке Бол · Холандија                 | 52,03    |
| Париз 2024. детаљи          | Сидни Меклохлин · Сједињене Државе | 50,37 СР ОР | Ана Кокрел · Сједињене Државе           | 51,87    | Фемке Бол · Холандија                 | 52,15    |
| Лос Анђелес 2028.           |                                    |             |                                         |          |                                       |          |

## Биланс медаља 400 м препоне, жене
| Ранг | Држава               | Злато | Сребро | Бронза | Укупно |
| ---- | -------------------- | ----- | ------ | ------ | ------ |
| 1.   | Сједињене Државе     | 4     | 6      | 3      | 13     |
| 2.   | Јамајка              | 2     | 1      | 1      | 4      |
| 3.   | Совјетски Савез      | 1     | 1      | -      | 2      |
| 4.   | Мароко               | 1     | -      | 1      | 2      |
| 4.   | Уједињено Краљевство | 1     | -      | 1      | 2      |
| 6.   | Аустралија           | 1     | -      | -      | 1      |
| 6.   | Грчка                | 1     | -      | -      | 1      |
| 8.   | Румунија             | -     | 1      | 1      | 2      |
| 9.   | Чешка                | -     | 1      | -      | 1      |
| 9.   | Данска               | -     | 1      | -      | 1      |
| 11.  | Холандија            | -     | -      | 2      | 2      |
| 12.  | Украјина             | -     | -      | 1      | 1      |
| 12.  | Источна Немачка      | -     | -      | 1      | 1      |
|      | Укупно 13 земаља     | 11    | 11     | 11     | 33     |